# Picot cap-roig
El picot cap-roig (Melanerpes erythrocephalus) és una espècie d'ocell de la família dels pícids (Picidae) que habita en boscos, conreus i ciutats des del sud de Manitoba, oest i sud d'Ontario, sud-oest de Quebec, centre de Nova Anglaterra i sud de Nova Brunswick cap al sud fins al centre de Texas, costa nord-americana del Golf de Mèxic i sud de Florida. Les poblacions septentrionals passen l'hivern més cap al sud.